# Ferme Courbet
La ferme Courbet, dite aussi ferme de Flagey, est la ferme où vécut la famille du peintre Gustave Courbet à Flagey, dans le département français du Doubs. Elle est devenue un centre culturel en 2009.

## Historique
La ferme de Flagey a appartenu à la famille du peintre Gustave Courbet (1819-1877).
Elle a été achetėe dans les années 1990 par la communauté de communes Amancey-Loue-Lison, qui en a assuré le financement et la conservation. Elle a été rachetée par le conseil général du Doubs à la communauté de communes Amancey Loue Lison pour un euro symbolique. Rénovée à partir de 2008 et inaugurée en juillet 2009, elle s'inscrit dans le cadre du projet culturel « Pays de Courbet, Pays d'artiste ».

## La ferme Courbet aujourd'hui
La ferme Courbet rassemble aujourd'hui une salle d'exposition et une résidence d'artistes entouré d'un jardin potager proposant un grand nombre d'espèces végétales. Les visites sont gratuites.
La principale pièce de la ferme est l'ancienne grange, qui a été réaménagée en salle d'expositions temporaires. Elle accueille également quelques manifestations culturelles.
On y trouve aussi un café littéraire, le « Café de Juliette », du nom de la sœur du peintre, où l'on peut consommer des produits locaux tout en consultant des ouvrages sur Courbet et sur des sujets en rapport direct avec le peintre, comme l'art ou la politique du XIXe siècle.
La ferme conserve un grand arbre généalogique de la famille Courbet, travail du généalogiste Claude Coulet.

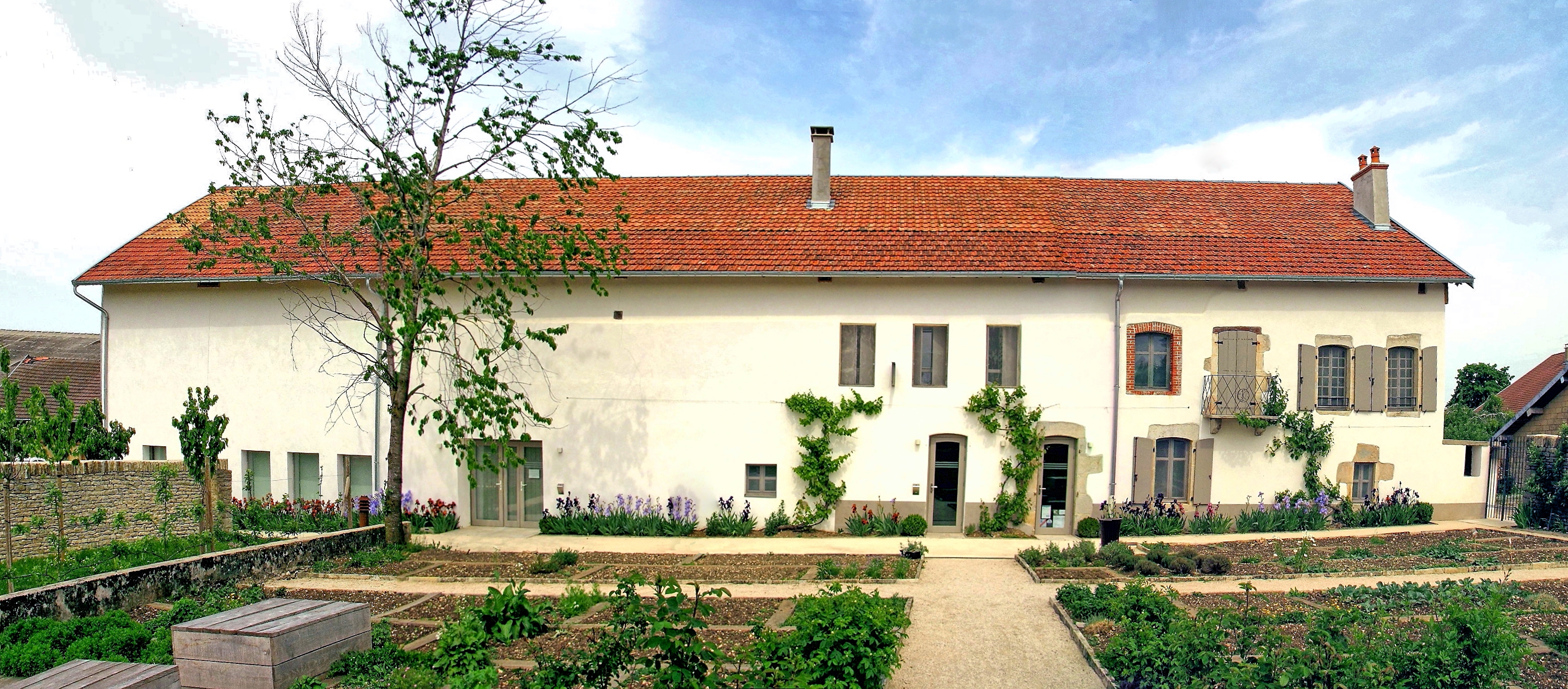
La ferme Courbet en 2011.
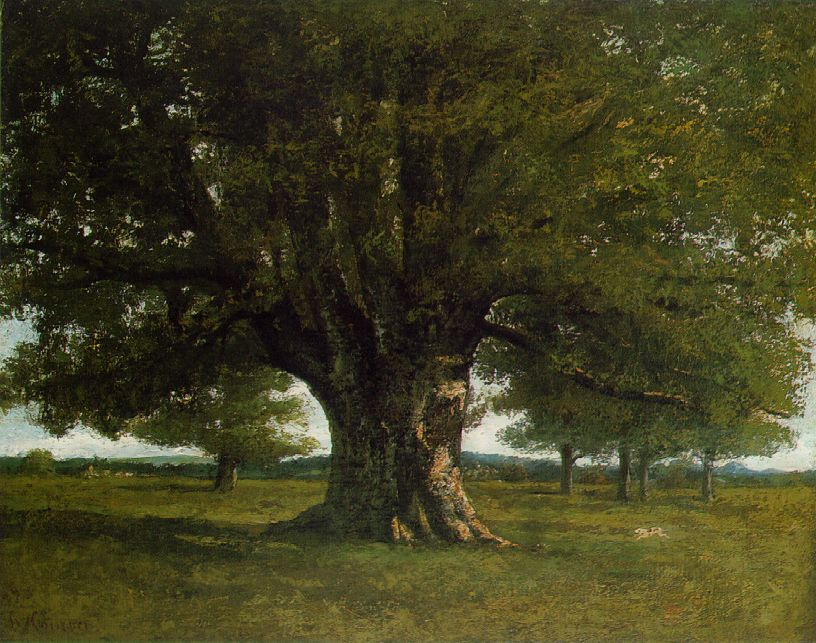
Le Chêne de Flagey, qui était situé près de la ferme et peint par Courbet en 1864.